# Cordites pubescens
Cordites pubescens là một loài bọ cánh cứng trong họ Cerambycidae.